# Cầu lông tại Đại hội Thể thao Liên châu Mỹ 2023
Cầu lông tại Đại hội Thể thao Liên châu Mỹ 2023 được tổ chức từ ngày 21 đến 25 tháng 10 năm 2023 tại Trung tâm Huấn luyện Olympic, nằm ở Ñuñoa, ngoại ô Santiago.
Tổng cộng 90 vận động viên tham gia tranh tài ở năm nội dung tranh huy chương, bao gôm: đơn nam, đơn nữ, đôi nam, đôi nữ và đôi nam nữ.

## Vòng loại
Có tổng cộng có 90 vận động viên (45 nam và 45 nữ) đủ điều kiện tranh tài tại Đại hội lần này. Một quốc gia có thể đăng ký tối đa tám vận động viên bao gồm 4 vận động viên nam và 4 vận động viên nữ. Với tư cách là nước chủ nhà, Chile nghiễm nhiên đủ điều kiện và có cho mình một đội đầy đủ gồm tám vận động viên. Tất cả các suất tham dự còn lại sẽ được trao thông qua thứ hạng của các đội tuyển dựa trên Bảng xếp hạng cầu lông thế giới ngày 2 tháng 5 năm 2023. Điểm của vận động viên/cặp vận động viên xếp hạng cao nhất của mỗi quốc gia ở mỗi nội dung trong số năm nội dung thi đấu sẽ được cộng vào để xác định tổng điểm của quốc gia đó. Ba đội tuyển xếp hạng cao nhất đủ điều kiện để tạo cho mình một đội gồm tám vận động viên, bốn quốc gia tiếp theo đủ điều kiện để tạo cho mình một đội gồm sáu vận động viên (ba nam và ba nữ) và bốn quốc gia tiếp theo đủ điều kiện để tạo cho mình một đội gồm bốn vận động viên đối với mỗi một quốc gia (hai nam và hai nữ).

## Quốc gia tham dự
Có tổng cộng 90 vận động viên đến từ 23 Ủy ban Olympic Quốc gia (NOC) tham gia tranh tài bộ môn cầu lông tại Đại hội Thể thao Liên châu Mỹ 2023. Số lượng vận động viên của một quốc gia tham gia nằm trong dấu ngoặc đơn bên cạnh tên của quốc gia.
- Argentina (4)
- Barbados (1)
- Bolivia (1)
- Brasil (8)
- Canada (10)
- Chile (8)
- Colombia (2)
- Costa Rica (1)
- Cuba (4)
- Cộng hòa Dominica (4)
- Ecuador (2)
- El Salvador (6)
- Guyana (1)
- Haiti (1)
- Đội tuyển Vận động viên Độc lập (7)
- Jamaica (4)
- México (6)
- Paraguay (1)
- Perú (6)
- Suriname (1)
- Trinidad và Tobago (2)
- Hoa Kỳ (8)
- Venezuela (2)

## Tóm tắt huy chương

### Bảng tổng sắp huy chương
| Hạng               | NOC                             | Vàng | Bạc | Đồng | Tổng số |
| ------------------ | ------------------------------- | ---- | --- | ---- | ------- |
| 1                  | Canada                          | 4    | 0   | 1    | 5       |
| 2                  | Hoa Kỳ                          | 1    | 3   | 0    | 4       |
| 3                  | Brasil                          | 0    | 1   | 2    | 3       |
| 4                  | Đội tuyển Vận động viên Độc lập | 0    | 1   | 1    | 2       |
| 5                  | México                          | 0    | 0   | 3    | 3       |
| 6                  | Cuba                            | 0    | 0   | 1    | 1       |
| 6                  | Perú                            | 0    | 0   | 1    | 1       |
| 6                  | El Salvador                     | 0    | 0   | 1    | 1       |
| Tổng số (8 đơn vị) | Tổng số (8 đơn vị)              | 5    | 5   | 10   | 20      |

### Danh sách huy chương
| Đơn nam    | Brian Yang · Canada                           | Kevin Cordón · Đội tuyển Vận động viên Độc lập | Uriel Canjura · El Salvador                                         |  |  |  |
| Đơn nam    | Brian Yang · Canada                           | Kevin Cordón · Đội tuyển Vận động viên Độc lập | Luis Ramón Garrido · México                                         |  |  |  |
| Đơn nữ     | Beiwen Zhang · Hoa Kỳ                         | Jennie Gai · Hoa Kỳ                            | Rachel Chan · Canada                                                |  |  |  |
| Đơn nữ     | Beiwen Zhang · Hoa Kỳ                         | Jennie Gai · Hoa Kỳ                            | Taymara Oropesa · Cuba                                              |  |  |  |
|            |                                               |                                                |                                                                     |  |  |  |
| Đôi nam    | Canada · Adam Dong · Nyl Yakura               | Brasil · Fabrício Farias · Davi Silva          | Đội tuyển Vận động viên Độc lập · Aníbal Marroquín · Jonathan Solís |  |  |  |
| Đôi nam    | Canada · Adam Dong · Nyl Yakura               | Brasil · Fabrício Farias · Davi Silva          | México · Job Castillo · Luis Montoya                                |  |  |  |
| Đôi nữ     | Canada · Catherine Choi · Josephine Wu        | Hoa Kỳ · Annie Xu · Kerry Xu                   | México · Romina Fregoso · Miriam Rodríguez                          |  |  |  |
| Đôi nữ     | Canada · Catherine Choi · Josephine Wu        | Hoa Kỳ · Annie Xu · Kerry Xu                   | Brasil · Sânia Lima · Juliana Vieira                                |  |  |  |
| Đôi nam nữ | Canada · Ty Alexander Lindeman · Josephine Wu | Hoa Kỳ · Vinson Chiu · Jennie Gai              | Brasil · Davi Silva · Sânia Lima                                    |  |  |  |
| Đôi nam nữ | Canada · Ty Alexander Lindeman · Josephine Wu | Hoa Kỳ · Vinson Chiu · Jennie Gai              | Perú · José Guevara · Inés Castillo                                 |  |  |  |